# J-five
Jonathan Kovacs (n. 1983, Los Angeles), cunoscut după numele de scenă J-five, este un cântăreț american.

## Biografie
Jonathan s-a născut în anul 1983, în Los Angeles. Și-a început cariera de cântăreț la începutul anului 2004, cu piesa "Modern Times", care a fost un tribut lui Charlie Chaplin. Cântecul a avut succes în câteva țări europene, ajungând pe poziția #1 în Franța și fiind certificat cu argint pentru volumul de vânzări. În același an artistul și-a lansat și albumul său de debut, Sweet Little Nothing, care îmbina genurile rock, rap, funk, jazz și folk.
Tatăl și mama sa, originari din Franța și Austria respectiv, i-au redat pasiunea pentru trupe ca The Beatles, Led Zeppelin și The Rolling Stones, care mai târziu s-au dovedit a fi foarte influente asupra carierei sale muzicale. A studiat la North Hollywood High School. Are trei surori.

## Discografie

### Albume
- Summer (creditat ca Johnny Five)
- Sweet Little Nothing - #102 în Franța[4]

### Single-uri
- "Modern Times" - #1 în Franța (argint), #9 în Wallonia, #12 în Italia, #15 în Elveția[5]
- "Find a Way" - # 24 în Franța, #42 în Wallonia, #13 în Italia, #70 în Elveția[6]